# Blocco automatico
Il blocco automatico è uno dei principali sistemi di sicurezza esistenti in campo ferroviario.
Esso consiste in un complesso di dispositivi che hanno il compito di realizzare un "regime di circolazione", ossia un complesso di regole e strumenti che rendano possibile la marcia dei treni in condizioni di massima sicurezza, e soprattutto a velocità commercialmente accettabili.
Infatti le velocità realizzabili in ambito ferroviario con il più semplice "regime di marcia a vista" (ossia in condizioni analoghe a quelle stradali) sarebbero in ogni caso molto più basse, e nel caso della marcia a vista dell'ordine di pochi km/h, e pertanto  ammissibili solo in caso di tranvie, tradotte merci, manovre o di guasti ("circolazione degradata"), oppure in certi casi anche in condizioni di marcia ordinaria ma limitatamente alle fasi finali della corsa precedenti l'arresto, ovvero nell'ultimo tratto del percorso di arrivo in una località o in casi particolari di avvicinamento ad un altro treno nello stesso senso di marcia.
La funzione principale degli impianti di blocco automatico è quella di rilevare la posizione dei treni in circolazione rispetto a tratte fisse individuate sui binari e denominate sezioni di blocco, e in base a questa informazione comandare la regolazione (automatica) del sistema di segnalamento in modo da imporre un certo distanziamento tra i vari treni, proteggendo inoltre gli stessi da manovre indebite e pericolose di deviatoi o da movimenti di veicoli che vadano ad interferire con itinerari in corso di percorrenza.
All'inizio e a protezione di ogni sezione  di blocco, è collocato un segnale luminoso (segnale di blocco) che comunica lo stato di via libera (o di via impedita) relativo alla sezione protetta. Nella cabina del macchinista, se è attivata  a bordo anche la ripetizione dei segnali in macchina, un'indicazione luminosa ripete con continuità al macchinista lo stato di libertà della via. 
La velocità sostenibile è maggiore se vengono riprodotti i segnali del secondo e, eventualmente, terzo blocco di sezione, che informano i treni in coda sulla libertà di circolazione nella tratta a diversi chilometri di distanza. Ogni treno può anche essere dotato di dispositivo che invia informazioni sulla sua posizione (attraverso un circuito di binario).
Le indicazioni sull'aspetto dei segnali, e quindi sulla libertà della via, sono inviate da terra a treno mediante diverse tecnologie, tra le quali comune è l'uso di correnti codificate dei circuiti di binario.
Gli impianti di blocco automatico inoltre gestiscono automaticamente il funzionamento e la protezione  dei passaggi a livello se presenti nella tratta in cui l'impianto è installato; con altri regimi di circolazione diversi dal blocco automatico i passaggi a livello vengono invece gestiti con altri sistemi talvolta pure automatici e talvolta invece a comando manuale.
In generale si distinguono tre differenti implementazioni di questo sistema:
- blocco automatico a circuiti di binario
- blocco automatico a correnti codificate
- blocco automatico a conta-assi